# Cyanocitta stelleri
El arrendajo de Steller o chara crestada (Cyanocitta stelleri) es una especie de ave paseriforme de la familia de los córvidos de vivo color azulado ampliamente distribuido por Norteamérica y Centroamérica.

## Subespecies
Tiene descritas seis subespecies:
- C. stelleri annectens
- C. stelleri carbonacea
- C. stelleri carlottae
- C. stelleri frontalis
- C. stelleri macrolopha
- C. stelleri stelleri